# قطعنامه ۱۱۸۳ شورای امنیت
قطعنامه ۱۱۸۳ شورای امنیت سازمان ملل متحد که در تاریخ ۱۵ ژوئیه ۱۹۹۸ تصویب شد، سندی بین‌المللی دربارهٔ بررسی وضعیت در کرواسی است. این قطعنامه طی نشست ۳۹۰۷ام با ۱۵ رای موافق، ۰ مخالف و ۰ ممتنع تصویب شد.